# Ryuusei no Namida
Singles de Chiaki Kuriyama
Kanousei Girl
(2010)
Ryuusei no Namida (流星のナミダ) est le 1ersingle de Chiaki Kuriyama sorti sous le label Defstar Records le 24 février 2010 au Japon. Il arrive 11e à l'Oricon. Il se vend à 11 565 exemplaires la première semaine et reste classé 9 semaines pour un total de 21 467 exemplaires vendus. Il sort en format CD, CD+DVD et CD Gundam édition.
Ryuusei no Namida a été utilisé comme thème pour le film Kidou Senshi GUNDAM UC.

## Liste des titres
| 1. | Ryuusei no Namida (流星のナミダ)                | Tanaka Hidenori, Nakayama Gojiro | Nakayama Gojiro | 4:58 |
| 2. | Kekkei In My Bed (結界IN MY BED)                | Junji Ishiwatari                 | 秋山光良        | 3:54 |
| 3. | Ryuusei no Namida (Instrumental) (流星のナミダ) | Tanaka Hidenori, Nakayama Gojiro | Nakayama Gojiro | 4:56 |

| 1. | Ryuusei no Namida (流星のナミダ) |  |

| 1. | Ryuusei no Namida (流星のナミダ)                 | Tanaka Hidenori, Nakayama Gojiro | Nakayama Gojiro | 4:58 |
| 2. | Kekkei In My Bed (結界IN MY BED)                 | Junji Ishiwatari                 | 秋山光良        | 3:54 |
| 3. | Ryuusei no Namida (Movie Version) (流星のナミダ) | Tanaka Hidenori, Nakayama Gojiro | Nakayama Gojiro | 2:58 |
| 4. | Ryuusei no Namida (Instrumental) (流星のナミダ)  | Tanaka Hidenori, Nakayama Gojiro | Nakayama Gojiro | 4:56 |